# Preacher
 (décembre 2014).
Si vous disposez d'ouvrages ou d'articles de référence ou si vous connaissez des sites web de qualité traitant du thème abordé ici, merci de compléter l'article en donnant les références utiles à sa vérifiabilité et en les liant à la section « Notes et références ».
Pour l’article homonyme, voir Preacher.
Preacher est une série de comics créée par Garth Ennis (scénario) et Steve Dillon (dessin). Titre phare du label « adulte » Vertigo initié par DC Comics, elle relate les aventures de Jesse Custer, un jeune pasteur à la recherche de Dieu.
La série remporte quatre prix Eisner, dont celui du meilleur scénariste en 1998, et celui de la meilleure série régulière en 1999. Sa traduction italienne reçoit le prix Micheluzzi de la meilleure série étrangère en 2000.

## Résumé
Élevé par sa grand-mère et ses deux sbires sadiques dans la crainte du Seigneur, Jesse devient malgré lui le révérend d'une petite bourgade du Texas. À la suite de la fusion de son esprit avec une entité nommée Genesis, se manifeste chez lui le pouvoir de se faire obéir de quiconque grâce à une voix à laquelle personne ne peut désobéir (« la voix de dieu »).
Sa rencontre avec Tulip, une ex petite-amie devenue tueuse à gages, et avec Cassidy, un vampire irlandais, le conduira dans une fuite en avant à la recherche de Dieu, poursuivi par les deux hommes de main de sa grand-mère et par le Saint des Tueurs, un cow-boy dont la seule motivation semble être de le tuer.
Les numéros spéciaux s'attardent sur les personnages secondaires, s'adaptant à leur contexte : ainsi, le cadre de la mini-série consacrée au Saint des tueurs est celui d'un western ; celle sur Tronchdecul s'insinue dans la vie d'un ado grunge ; le numéro spécial sur Cassidy se déroule pendant la guerre d'indépendance irlandaise et l'exode migratoire vers les États-Unis.

## Une œuvre empreinte d'humour noir
Preacher représente le chef de file d'un nouveau genre irrévérencieux et décalé, à l'humour très noir. Garth Ennis, scénariste irlandais connu pour l'humour et le caractère outrancier de son travail, y démontre une maîtrise extraordinaire de la narration, notamment lorsqu'il évoque l'enfance de Jesse Custer.
On peut noter dans Preacher plusieurs références aux passions de Garth Ennis, par exemple concernant les westerns (le John Wayne du film L'Homme qui tua Liberty Valance apparaît à Jesse dans les moments de doute, tel un mentor, et le Saint des Tueurs semble inspiré de l’Homme sans nom incarné par Clint Eastwood).
Comme il l'avait annoncé, Ennis stoppe la série à l'épisode 66. Les éditions Marvel Comics ne tardent pas à s'attacher ses services.

## Publication en France

### Le Téméraire
1. Ballade au Texas
2. New York, New York
3. Une famille d’enfer (Preacher 8, 9, 10)
4. Jusqu’à la fin des temps (Preacher 11, 12, 18)
5. Sodome & Gomorrhe (Preacher 13, 14, 15)
6. La Nuit du jugement (Preacher 16, 17, 19)
7. Que souffle la tempête (Preacher 20, 21, 22)

Numéros spéciaux
1. Le Saint des Tueurs
2. Cassidy
3. La Tragédie de Tronchdecul

La faillite des éditions Le Téméraire met momentanément un terme à la publication, sous forme d'albums, de Preacher.

### Panini
Les éditions Panini, titulaires de la licence française sur le catalogue DC Comics (Vertigo inclus) jusqu'en 2012, se lancent dans une vague de réédition et poursuivent la traduction de la série. Les albums français reprennent à l'identique les recueils américains, avec les croquis et commentaires de l'illustrateur de couverture, Glenn Fabry.
Néanmoins, cette édition n'est pas maintenue en production, et il est impossible de trouver certains des tomes neufs, entraînant des prix très élevés sur le marché de l'occasion français depuis des années malgré les multiples demandes des fans.
1. Mort ou Vif (2007) (Gone to Texas, 1996) Preacher #1-7
2. Jusqu'à la fin du monde (2007) (Until the End of the World, 1997) Preacher #8-17
3. Fiers Américains (2008) (Proud Americans, 1997) Preacher #18-26
4. Histoire ancienne (2008) (Ancient History, 1998) Saint of Killers #1-4, The Story of You-Know-Who #1-4 et The Good Old Boys
5. Les Enfants du sang (2009) (Dixie Fried, 1998) Cassidy: Blood and Whiskey et Preacher #27-33
6. Guerre au soleil (2009) (War in the Sun, 1999) One Man’s War et Preacher #34-40
7. Salvation (2010) (Salvation, 1999) Preacher #41-50
8. L'Enfer vient avec lui (2010) (All Hell's A-Coming, 2000) Preacher #51-58 et Preacher : Tall in the saddle
9. Alamo (2011) (Alamo, 2001) Preacher #59-66

### Urban
La série est rééditée intégralement à partir de janvier 2015 par Urban comics.
1. Tome 1[1] (2015) Preacher #1-12
2. Tome 2[2] (2015) Preacher #13-26
3. Tome 3[3] (2016) Preacher #27-33 + Saint of Killer #1-4 + Cassidy: Blood and Wiskey
4. Tome 4[4] (2016) Preacher #34-40 + The Story of You-Know-Who + The Good Old Boys + One Man's War
5. Tome 5[5] (2017) Preacher #41-54
6. Tome 6[6] (2018) Preacher #55–66 + Tall in the Saddle

## Adaptation télévisée
Une adaptation télévisée, titrée Preacher, impliquant Steve Dillon et Seth Rogen est annoncée en février 2014 par AMC. Garth Ennis déclare à ce propos : « Steve Dillon et moi même sommes très heureux de voir Preacher tourné pour la TV, ce qui semble bien plus naturel pour cette histoire qu'un film de deux heures. À eux deux, Sony TV et AMC ont offert aux téléspectateurs deux de mes shows préférés : Breaking Bad et Mad Men, et c'est exactement le genre d'engagement créatif et de courage dont Preacher a besoin. De toute évidence, cela a pris un certain moment, mais Ken Levin, aidé de Neal Moritz et de son équipe ont refusé d'abandonner, bien après que je sois même devenu sceptique, et leur enthousiasme sans faille pour le projet nous a amenés là où nous devons être. Je suis particulièrement impressionné par le fait que Seth Rogen, Evan Goldberg et Sam Caitlin comprennent parfaitement Preacher, ce qui signifie qu'ils l'interprètent pour ce qu'il est, et non une vague approximation. L'un dans l'autre, il semble que Preacher peut être maintenant adapté à la télévision d'une façon que je n'aurais pas précédemment pensée possible, et j'apprécie beaucoup que Steve et moi ayons été inclus dans les discussions de la façon dont nous l'avons été ».